# Dancing (单曲)
〈Dancing〉（日语： Danshingu */?）是日本歌手倉木麻衣的第20張單曲，於2005年3月23日由GIZA studio發行。歌曲由德永曉人作曲與編曲，並由倉木麻衣本人填詞。歌曲的主要風格為J-Pop，並帶有上世紀80年代組合的節奏藍調舞曲的懷舊感，歌詞以「解放自己心底的感覺」作為主題，帶出正面的感覺。
歌曲獲得樂評家正面的評價，包括獲讚賞是一首值得細心品味的作品，以及能夠觸碰聽眾的心弦。〈Dancing〉發行後空降《Oricon公信榜》週榜單第5位，讓倉木自出道起所有單曲打進週榜前5位的紀錄延續至第20張作品。然而單曲亦創下倉木當時生涯最低的銷售紀錄，累積銷量僅56,682張。
〈Dancing〉的音樂錄影帶由曾與布蘭妮·斯皮爾斯等歐美歌手合作的導演奈傑爾·迪克負責拍攝，於2005年2月在洛杉磯取景拍攝。錄影帶展現了倉木與一眾年輕人隨著歌曲一起載歌載舞的模樣。倉木曾在多場演唱會上演唱〈Dancing〉，包括2005年的全國巡迴演唱會「Mai Kuraki Live Tour 2005 LIKE A FUSE OF LOVE」，以及2010年的萬聖節演唱會「HAPPY HAPPY HALLOWEEN LIVE 2010」。

## 背景與錄製
倉木麻衣在2004年4月第一次聽見〈Dancing〉的歌曲樣本，當下馬上覺得這是一首能夠在現場演唱與觀眾同樂的歌曲，但未有決定即時錄製並推出歌曲。她認為歌曲副歌部分具躍動感的旋律使作品適合在與新開始有關的季節發行，剛好自己即將在翌年3月大學畢業而專心投入音樂活動，因而留待畢業的時候發行。
歌曲的錄音工作在2005年2月中旬，於美國洛杉磯的錄音室進行。與前作〈Love,needing〉的情歌風格不同，倉木認為〈Dancing〉是一首擁有無限可能性的歌曲，因此在錄製歌曲時反覆嘗試各種處理方法，直至最終完成作品。在錄製歌曲的時候，她亦抱有希望能夠把歌曲信息傳遞給聽眾的想法而歌唱，並指這是一首需要傾盡全身力量錄製的重要歌曲。而「少年感」則是歌曲的重要元素，從選擇歌曲、錄音至製作完成，她都朝著以「帶有少年的感覺」的方向前進。

## 音樂與歌詞
〈Dancing〉由德永曉人作曲兼編曲，以及倉木麻衣填詞。歌曲全長3分47秒，伴奏使用了電貝斯與結他，並分別加入了倉木、邁克爾·阿弗瑞克與德永曉人的和聲。歌曲的主要風格為J-Pop，並帶有上世紀80年代組合的節奏藍調舞曲的懷舊感。
歌曲的名稱〈Dancing〉不僅代表「舞動」的意思，還帶有「向前邁進的堅強」與「想要解放從心發出的熾熱意念」等強烈感覺的意義。歌詞主要帶出正面的感覺，但亦有使用「充滿矛盾」、「厭煩」等以往比較少使用的詞語，原因是想呈現出大眾在日常生活中可能會有的情感。〈Dancing〉以「解放自己心底的感覺」作為主題，因為倉木認為比起以歌曲聽眾作為出發點，更重要的是要以內心共鳴作為出發點，所以寫出了想向自己傳遞的想法。

## 發行
在單曲〈Love,needing〉發行不足一個月而仍然在週榜單前15位的時候，官方於2005年2月10日宣佈倉木同年第2張單曲〈Dancing〉訂於3月23日發行。除了同名主打曲外，單曲亦收錄〈through the River〉與〈look at me～one〉兩首c/w曲。單曲的發行唱片公司為GIZA studio，而台灣則由新光美音代理於3月23日同步進口發行。
名為《Making of Dancing ～Diary of Los Angels》的DVD亦在倉木的粉絲俱樂部活動上作限定發行，收錄歌曲的音樂錄影帶與拍攝花絮等全長約33分鐘的片段。

## 反響
《CD Journal》的編輯讚賞〈Dancing〉擁有巧妙的結他彈奏，並以帶有放克風格的輕快流行曲形容歌曲。他亦指歌曲不只是一首在現場演唱時炒熱氣氛的作品，也是一首值得聽眾細心品味的歌曲。《Oricon》的編輯則指歌曲是倉木至今節奏最快速的作品，並認為正面而直接的歌詞中帶有傳遞給踏入人生新階段的自己的信息。他也指〈Dancing〉絕對能夠觸碰對日後新生活抱有滿腔不安與期待的聽眾的心弦。
〈Dancing〉於發行首日空降《Oricon公信榜》日榜單第2位，被官方預測將會延續從出道起連續打進單曲週榜單前5位的紀錄至第20張。單曲最終以34,684張的首週銷量空降週榜單第5位。〈Dancing〉於發行次週售出10,801張的銷量並下降至週榜單第16位，其後於第三週售出5,761張的銷量並下降至週榜單第27位。單曲其後分別登上4月份月榜單第12位，以及2005年單曲年度榜單第177位。〈Dancing〉最終售出56,682張銷量，成為倉木當時最低銷量的單曲，而日本唱片協會則認證作品為金唱片，代表出貨量達到10萬張或以上。

## 音樂錄影帶

音樂錄影帶的其中一幕，展現倉木麻衣與年輕人一起同樂的模樣。

〈Dancing〉的音樂錄影帶由曾與布蘭妮·斯皮爾斯、五分錢合唱團以及雪兒等歐美歌手合作的導演奈傑爾·迪克負責拍攝。錄影帶的拍攝方向由倉木麻衣與迪克共同構想，倉木先把關於作品的創意構思告訴迪克，其後再與迪克的想法結合而成。拍攝團隊在進行拍攝的三天前從約200名試鏡者中挑選出6位舞者出鏡伴舞，其後於2005年2月在美國洛杉磯取景拍攝。選擇洛杉磯為拍攝場地的原因為當地的天氣有如初春一樣，與歌曲活力充沛的感覺相配。
錄影帶由倉木拿著音樂播放器走到一群年輕人附近開始。倉木按下播放器後隨著音樂開始唱歌，附近的年輕人聽見歌聲後便加入一起載歌載舞。當中亦穿插著倉木與眾人嬉戲、倉木獨自坐在私家車上歌唱，以及在場的年輕人一起跳舞等場面。最後眾人在歌曲結束後歡送倉木離開，而盡興而歸的倉木則拿著音樂播放器獨自離去。
〈Dancing〉的音樂錄影帶未能在任何官方網上途徑下載或播放，僅收錄在粉絲俱樂部活動限定發行的DVD《Making of Dancing ～Diary of Los Angels》，以及精選輯《Mai Kuraki Single Collection ～Chance for you～》初回盤附贈的DVD裡。

## 現場表演
倉木麻衣曾多次在演唱會上演唱〈Dancing〉。在2005年舉行的全國巡迴演唱會「Mai Kuraki Live Tour 2005 LIKE A FUSE OF LOVE」上，倉木以白色背心與牛仔褲造型演唱歌曲作為演唱會的開場表演。在2008年舉行的全國巡迴演唱會「Mai Kuraki Live Tour 2008 ″touch Me!″」上，倉木在介紹演唱會的各個舞者同時演唱了歌曲。
在2009年舉行的出道十週年萬聖節演唱會「10th Anniversary Mai Kuraki Live Tour 2009 ″BEST″ HAPPY HAPPY HALLOWEEN LIVE」上，倉木再次演唱了〈Dancing〉。在2010年舉行的萬聖節演唱會「HAPPY HAPPY HALLOWEEN LIVE 2010」上，倉木亦演唱了歌曲。

## 歌曲列表
| CD       | CD                | CD    |
| 曲序     | 曲目              | 时长  |
| -------- | ----------------- | ----- |
| 1.       | Dancing（）       | 3:47  |
| 2.       | through the River | 3:47  |
| 3.       | look at me～one   | 3:58  |
| 总时长： | 总时长：          | 11:36 |

## 製作名單

### 歌曲
資料來自〈Dancing〉單曲內頁。

| Dancing - 倉木麻衣－和聲、填詞 - 德永曉人－和聲、作曲、編曲、電貝斯、結他 - 邁克爾·阿弗瑞克－和聲 | through the River - 倉木麻衣－和聲、填詞 - 大野愛果－作曲 - Cybersound－編曲 | look at me～one - 倉木麻衣－主聲樂、和聲、填詞 - 大賀好修－作曲、編曲、結他 |

### 音樂錄影帶
資料來自IMVDb網站。
- 奈傑爾·迪克（英语：Nigel Dick）－導演
- 皮埃爾·魯格－攝影指導
- 德克蘭·惠特布盧姆－編輯
- 妮娜·杜魯希-米勒－監製
- 布萊恩·皮茨－聯合監製
- 倫尼·阿珀奎斯特－第一副導演
- 吉爾·蓋爾－美術指導
- 克拉克·穆勒－調色師
- RIOT－調色公司
- 珍妮佛·紐德曼－化妝師
- 安德莉亞·沃爾夫－造型師

## 商業搭配
| 曲序 | 歌曲名稱        | 搭配項目                               | 來源  |
| ---- | --------------- | -------------------------------------- | ----- |
| M-1  | Dancing         | J聯賽德島漩渦官方主題曲                | [ 8 ] |
| M-1  | Dancing         | 多玩國「Iro Melo接駁鈴聲」電視廣告曲   | [ 8 ] |
| M-3  | look at me～one | 日本電視台節目《SPORTS URUGUSU》主題曲 | [ 8 ] |

## 榜單與認證
| 榜單（2005年）             | 最高 位置 |
| -------------------------- | --------- |
| 日本單曲榜日榜單（Oricon） | 2         |
| 日本單曲榜週榜單（Oricon） | 5         |
| 日本單曲榜月榜單（Oricon） | 12        |
| 日本單曲榜年榜單（Oricon） | 177       |

| 地區                                  | 认证 | 认证单位/销量 |
| ------------------------------------- | ---- | ------------- |
| 日本（日本唱片協會）                  | 金   | 56,682^       |
| *僅含認證的實際銷量 ^僅含認證的出貨量 |      |               |

## 資料來源
1. 1 2 3 4 5 6 7 8  . Music Freak Magazine.   [2021-01-17]. （原始内容存档于2021-01-28） （日语）.
2. ↑  . barks. 2005-03-15  [2021-01-17]. （原始内容存档于2014-09-25） （日语）.
3. 1 2 3  . Oricon. 2005-02-10  [2021-01-17]. （原始内容存档于2021-01-27） （日语）.
4. 1 2   (單曲內頁). 倉木麻衣. GIZA studio. 2005-03-23.
5. ↑  . 五大唱片.   [2021-01-17]. （原始内容存档于2006-05-10） （中文（臺灣））.
6. ↑  蘇威全. . 大紀元時報. 2005-03-23  [2021-01-17]. （原始内容存档于2005-05-03） （中文（臺灣））.
7. 1 2  . Rakuten.   [2021-01-17] （日语）.
8. 1 2 3  . CD Journal.   [2021-01-17]. （原始内容存档于2021-01-27） （日语）.
9. 1 2  . Oricon.   [2021-01-17]. （原始内容存档于2005-03-23） （日语）.
10. 1 2  . Oricon. 2005-03-23  [2021-01-17] （日语）.
11. 1 2  . Oricon.   [2021-01-17]. （原始内容存档于2005-03-31） （日语）.
12. ↑  . Oricon.   [2021-01-17]. （原始内容存档于2005-04-12） （日语）.
13. ↑  . Oricon.   [2021-01-17]. （原始内容存档于2005-04-19） （日语）.
14. 1 2  . Oricon.   [2021-01-17]. （原始内容存档于2005-05-15） （日语）.
15. 1 2  . Oricon.   [2021-01-17]. （原始内容存档于2011-07-16）.
16. 1 2  . 年代流行.   [2021-01-17]. （原始内容存档于2016-10-26） （日语）.
17. ↑  . .   [2021-01-17] （日语）.
18. ↑  . IMDb.   [2021-01-17]. （原始内容存档于2005-05-17） （英语）.
19. 1 2 3  出自收錄歌曲音樂錄影帶的DVD《Making of Dancing ～Diary of Los Angels》
20. ↑  . 蘋果日報. 2005-03-26  [2021-01-17]. （原始内容存档于2021-06-21） （中文（香港））.
21. ↑  . Apple Music.   [2021-01-17]. （原始内容存档于2019-07-02） （日语）.
22. ↑  . 倉木麻衣於YouTube.   [2021-01-17]. （原始内容存档于2021-01-01） （日语）.
23. ↑  . Tower Records. 2019-10-28  [2021-01-17]. （原始内容存档于2019-10-28） （日语）.
24. ↑  . Livedoor. 2005-11-04  [2021-01-17]. （原始内容存档于2016-03-04） （日语）.
25. ↑  HARU. . Musing. 2008-12-12  [2021-01-17] （日语）.[]
26. ↑  平賀哲雄. . hotexpress. 2009-12-08  [2021-01-17]. （原始内容存档于2013-01-03） （日语）.
27. ↑  . LiveFans.   [2021-01-17] （日语）.
28. ↑  . IMVDb.   [2021-01-17]. （原始内容存档于2021-03-04） （英语）.
29. ↑  . Recording Industry Association of Japan.   [2021-01-17] （日语）. 在下拉菜单选择“2005年3月”